# 31 de março
31 de março é o 90.º dia do ano no calendário gregoriano (91.º em anos bissextos). Faltam 275 dias para acabar o ano.

## Eventos históricos

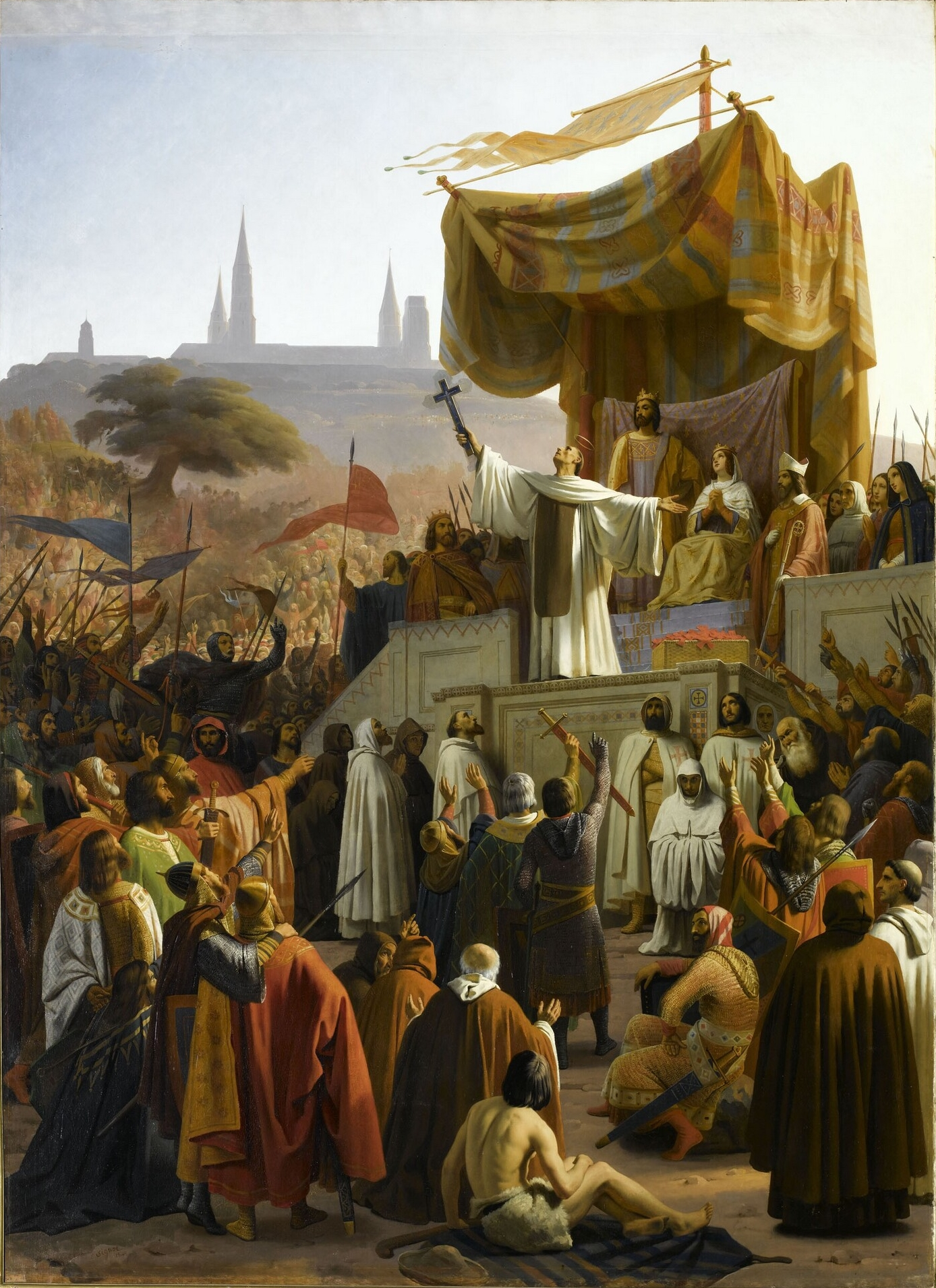
1146: Bernardo de Claraval pregando a Segunda Cruzada

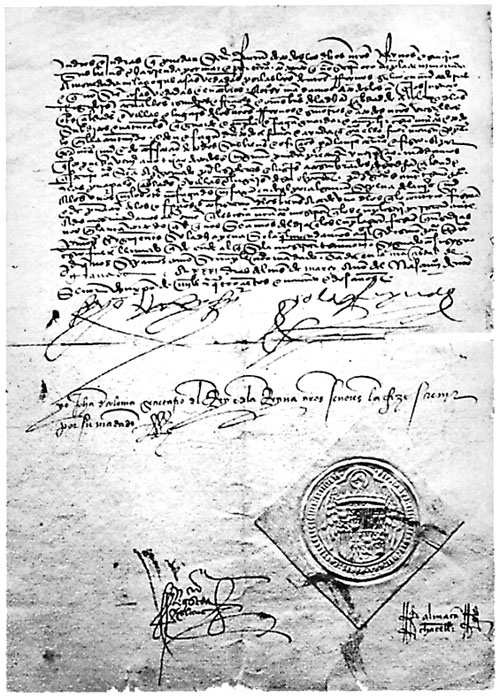
1492: Decreto de Alhambra

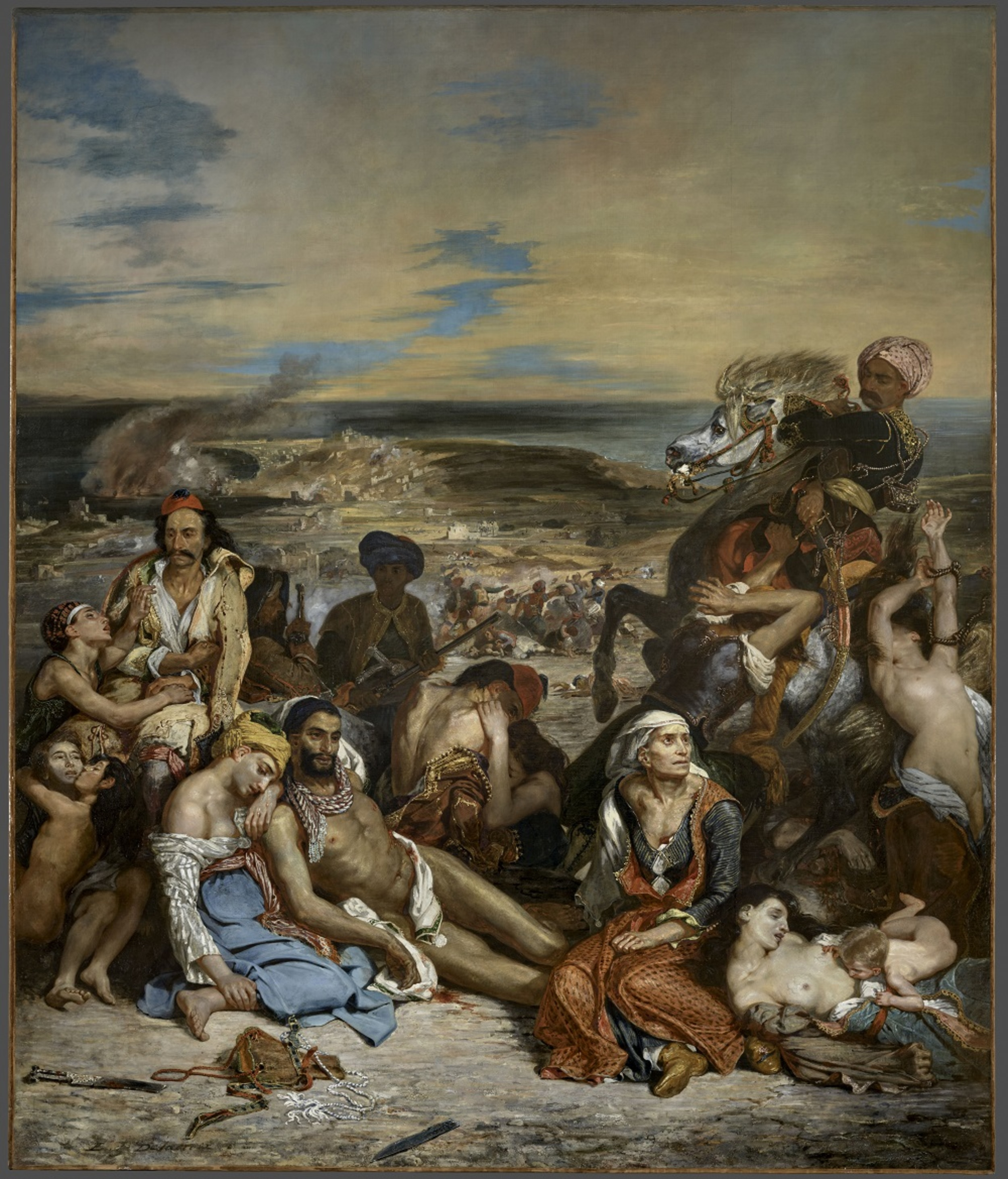
1822: O massacre de Quio por Eugène Delacroix

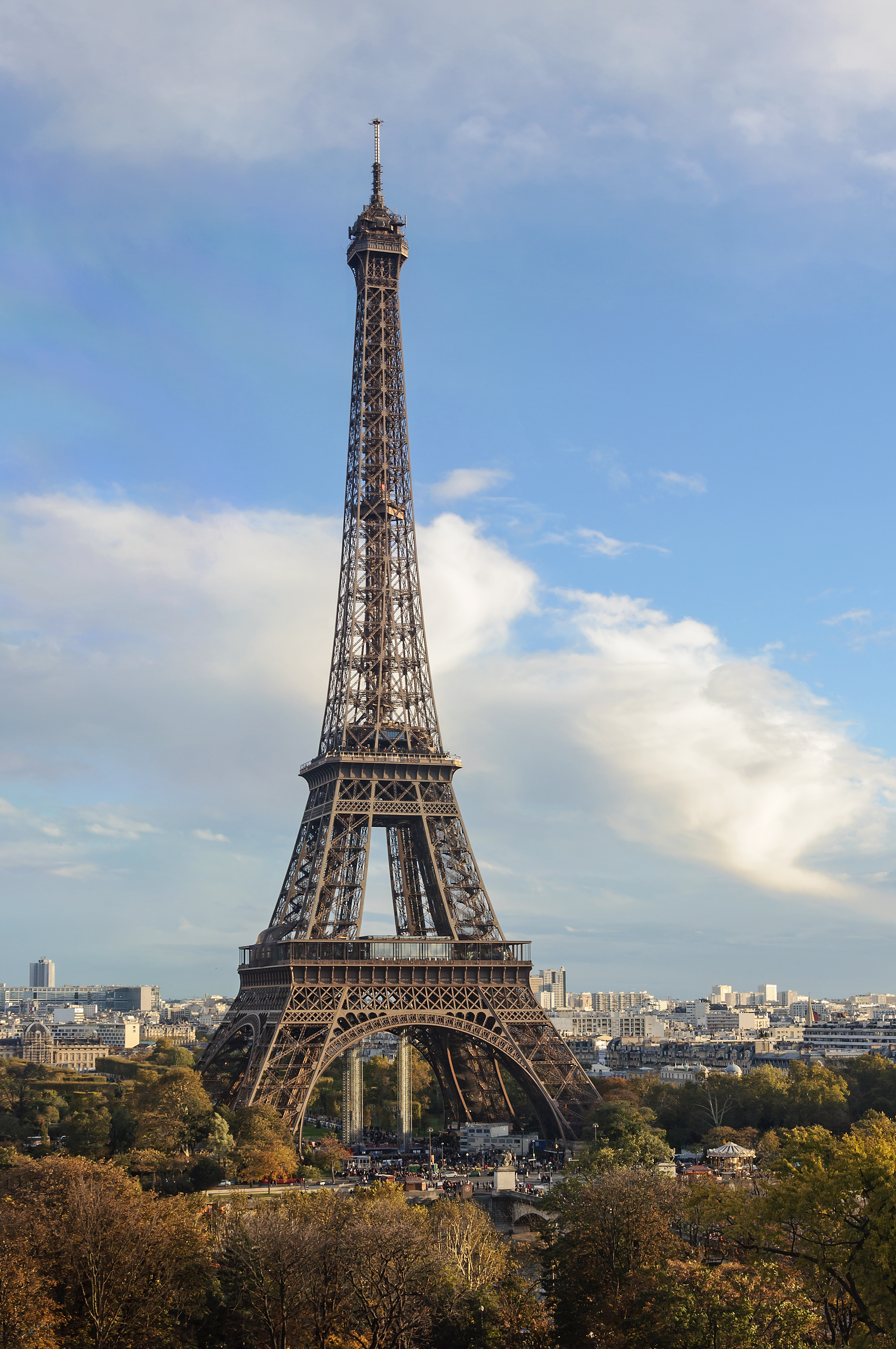
1889: Torre Eiffel, Paris

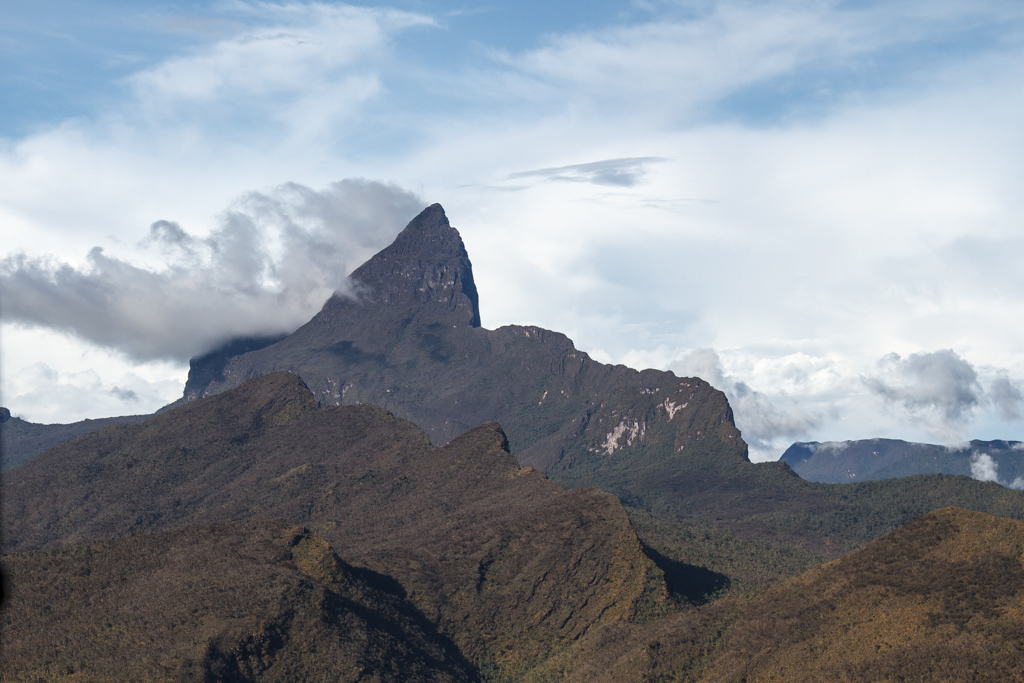
1965: Pico da Neblina

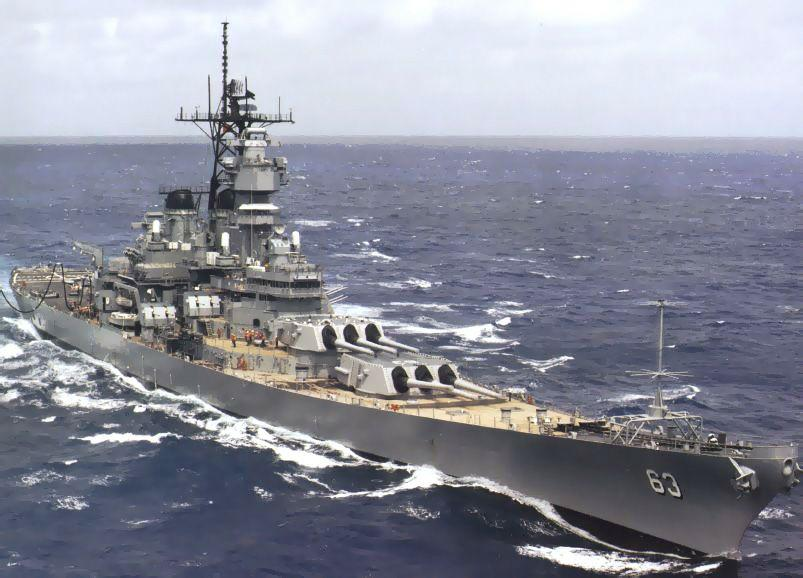
1992: USS Missouri

- 0307 — Depois de se divorciar de sua esposa Minervina, Constantino casa com Fausta, a filha do ex-imperador romano Maximiano.
- 0627 — Início da Batalha da Trincheira, o cerco a Medina por parte dos inimigos de Maomé.
- 1146 — Bernardo de Claraval prega seu famoso sermão em um campo de Vézelay, ressaltando a necessidade de empreender uma Segunda Cruzada. Luís VII de França está presente e se junta aos cruzados.
- 1371 — Celebrado o Tratado de Alcoutim entre os reis D. Fernando e D. Henrique II de Castela, onde o soberano de Portugal compromete-se a manter boas relações com o rei de França.
- 1492 — Os Reis Católicos, Fernando e Isabel, assinam o decreto de Alhambra ordenando a expulsão de todos os judeus e muçulmanos da Espanha a menos que se convertessem ao Catolicismo.
- 1657 — O Parlamento Longo apresenta a Humilde Petição e Conselho oferecendo a Oliver Cromwell o trono britânico, que ele eventualmente recusa.
- 1761 — O sismo em Lisboa atinge a Península Ibérica com uma magnitude estimada de 8,5, seis anos depois que outro sismo destruiu a cidade.
- 1774 — Guerra da Independência dos Estados Unidos: o Reino da Grã-Bretanha ordena que o porto de Boston, Massachusetts seja fechado.
- 1814 — A Sexta Coalizão ocupa Paris após a capitulação do Grande Armée de Napoleão.[1]
- 1821 — A Inquisição em Portugal é extinta.
- 1822 — A população da ilha grega de Quio é massacrada pelos turcos após uma tentativa de rebelião.
- 1839 — Batalha de Pago Largo: travada entre as tropas das províncias argentinas de Entre Ríos e Corrientes.
- 1849 — Início do Moderno Espiritualismo.
- 1854 — O comandante Matthew Perry assina o Tratado de Kanagawa com o governo japonês, abrindo os portos de Shimoda e Hakodate ao comércio com os Estados Unidos.
- 1866 — A Armada espanhola bombardeia o porto de Valparaíso, Chile.
- 1885 — O Reino Unido cria o Protetorado da Bechuanalândia.
- 1889 — A Torre Eiffel é inaugurada por seu construtor, Gustave Eiffel.
- 1892 — Treze autoridades militares brasileiras assinam o Manifesto dos 13 generais contestando a legitimidade do governo e condenando as atitudes de Floriano Peixoto contra rebeliões nos estados e solicitando a convocação de nova eleição para a presidência da república.
- 1899 — Malolos, capital da Primeira República Filipina, é capturada pelas forças estadunidenses.[2]
- 1900 — Batalha de Sanna's Post: travada entre as forças do Império Britânico e os bôeres das repúblicas independentes do Estado Livre de Orange e da República Sul-Africana.
- 1905 — A visita do Cáiser Guilherme II da Alemanha a Tânger, no Marrocos, desencadeia a Primeira Crise do Marrocos.
- 1909 — A Sérvia aceita o controle austríaco sobre a Bósnia e Herzegovina.
- 1917 — Os Estados Unidos tomam posse das Índias Ocidentais Dinamarquesas depois de pagarem US$ 25 milhões à Dinamarca e renomear o território como Ilhas Virgens Americanas, por considerá-lo estratégico para a proteção do Canal do Panamá.
- 1918 — Massacre de azerbaijanos étnicos é cometido por grupos armados aliados da Federação Revolucionária Armênia e bolcheviques. Quase 12 000 muçulmanos do Azerbaijão são mortos.[3]
- 1930 — Nos Estados Unidos é instituído o Código de Produção Cinematográfica, que impõe diretrizes rígidas sobre o tratamento de sexo, crime, religião e violência nas obras cinematográficas daquele país, pelos próximos trinta e oito anos.
- 1931 — Um terremoto na Nicarágua destrói Manágua; tinha uma magnitude de momento de 6,1. Entre 1 000 e 2 450 pessoas foram mortas. Pelo menos 45 000 ficaram desabrigados.[4]
- 1936 — O dirigível LZ 129 Hindenburg, fabricado pela Alemanha Nazista, faz seu primeiro voo comercial em uma viagem de quatro dias de Friedrichshafen para o Rio de Janeiro.
- 1939 — Eventos anteriores à Segunda Guerra Mundial na Europa: o primeiro-ministro do Reino Unido Neville Chamberlain promete apoio militar britânico à Polônia no caso de uma invasão da Alemanha.[5]
- 1942 — Na Segunda Guerra Mundial, as forças japonesas invadem a possessão britânica da Ilha Christmas.
- 1945 — Segunda Guerra Mundial: um piloto alemão desertor entrega aos americanos um Messerschmitt Me 262A-1, o primeiro caça operacional a jato do mundo, o primeiro a cair nas mãos dos Aliados.
- 1949 — Domínio de Terra Nova, até então um país independente (sendo uma monarquia em união pessoal com o Reino Unido), se une à Confederação do Canadá e se torna a 10.ª Província do Canadá.
- 1951 — A Remington Rand entrega o primeiro computador UNIVAC I para o United States Census Bureau.
- 1959 — O 14.º Dalai Lama, Tenzin Gyatso, cruza a fronteira da China com a Índia e consegue asilo político.
- 1964 — O general brasileiro Olímpio Mourão Filho ordena que suas tropas se dirijam ao Rio de Janeiro, dando início a um golpe de Estado contra o governo do ex-presidente João Goulart.
- 1965 — O Pico da Neblina, ponto mais alto do Brasil com 2 993,78 m de altitude, é escalado pela primeira vez.
- 1966 — A União Soviética lança a Luna 10, que mais tarde se tornaria a primeira sonda espacial a entrar em órbita ao redor da Lua.
- 1970 — O primeiro satélite artificial lançado ao espaço pelos Estados Unidos, o Explorer I, reingressa na atmosfera da Terra (depois de doze anos em órbita).
- 1985 — O primeiro WrestleMania, o maior evento de luta livre da WWE (então a WWF), acontece no Madison Square Garden, em Nova Iorque.
- 1991 — Dissolução da União Soviética - Referendo sobre a independência da Geórgia: quase 99 por cento dos eleitores apoiam a independência do país da União Soviética.
- 1992 — O USS Missouri, o último encouraçado construído pelos Estados Unidos, é descomissionado pela última vez.
- 1993 — A Lei Básica da Região Administrativa Especial de Macau é adotada pelo Oitavo Congresso Nacional do Povo da China com efeitos a 20 de dezembro de 1999.
- 1994 — O jornal científico Nature reporta o achado na Etiópia do primeiro crânio completo de um Australopithecus afarensis (veja Evolução humana).
- 1995
  - A cantora estadunidense Selena é assassinada pela presidente de seu fã-clube, Yolanda Saldívar, em um Days Inn, em Corpus Christi, Estados Unidos, após acusações de Saldivar desviar dinheiro do fã-clube da cantora.
  - O voo TAROM 371, um Airbus A310-300, cai perto de Balotești, Romênia, matando todas as 60 pessoas a bordo.
- 1998 — Netscape libera o código-fonte do Mozilla sob uma licença de código aberto.
- 2016 — Começa na França o movimento social conhecido como Nuit debout, espalhando-se dias depois para a Bélgica, Alemanha e Espanha.
- 2018 — Início da Revolução armênia de 2018.

## Nascimentos

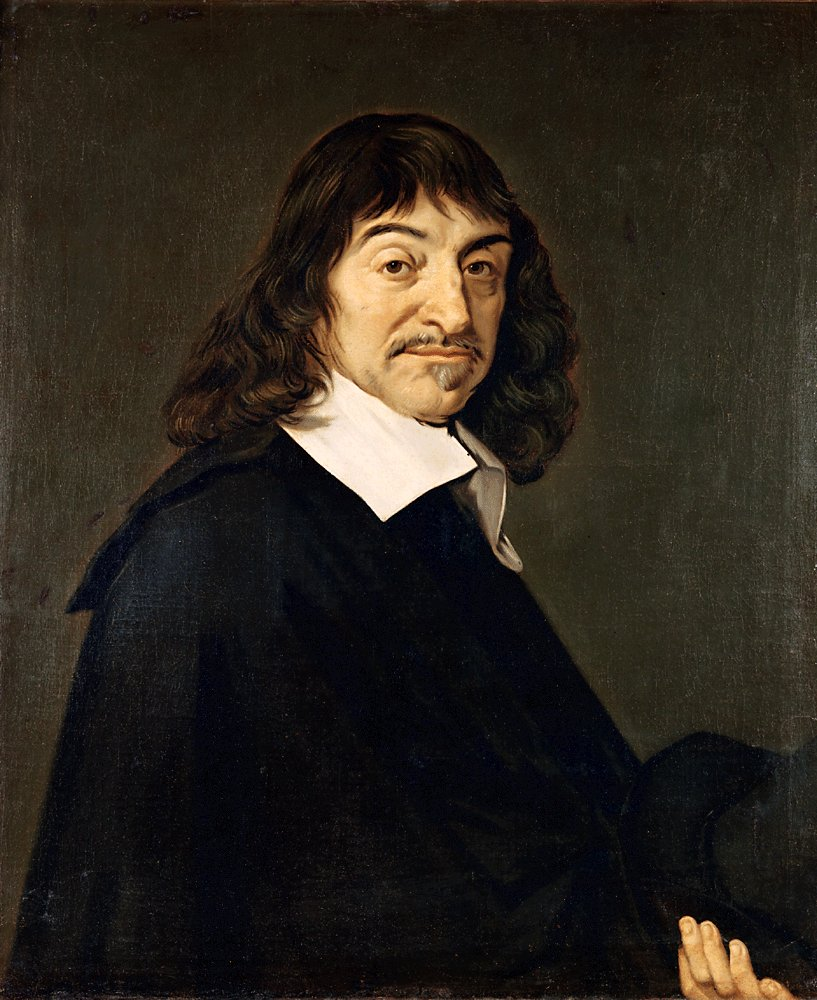
René Descartes

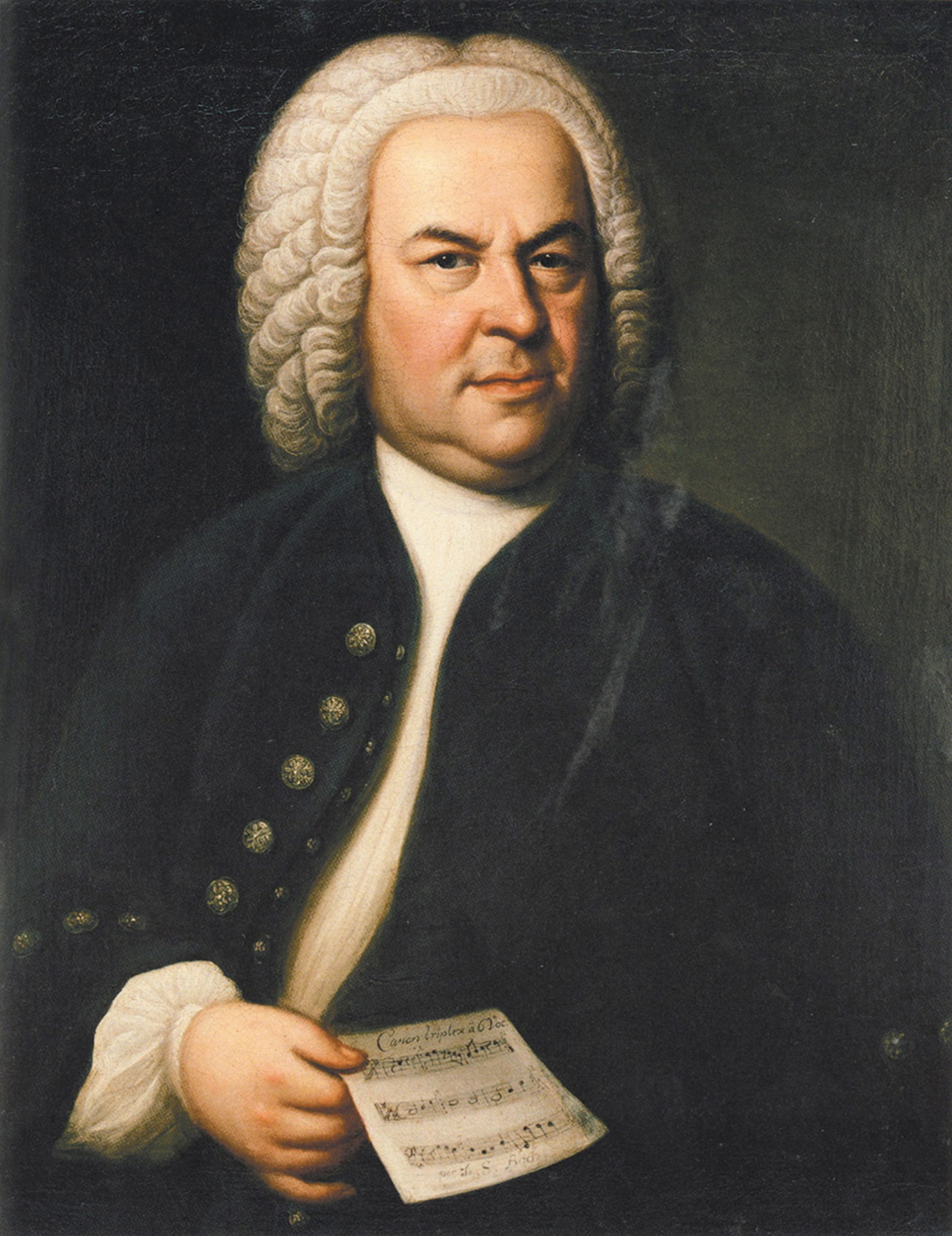
Johann Sebastian Bach

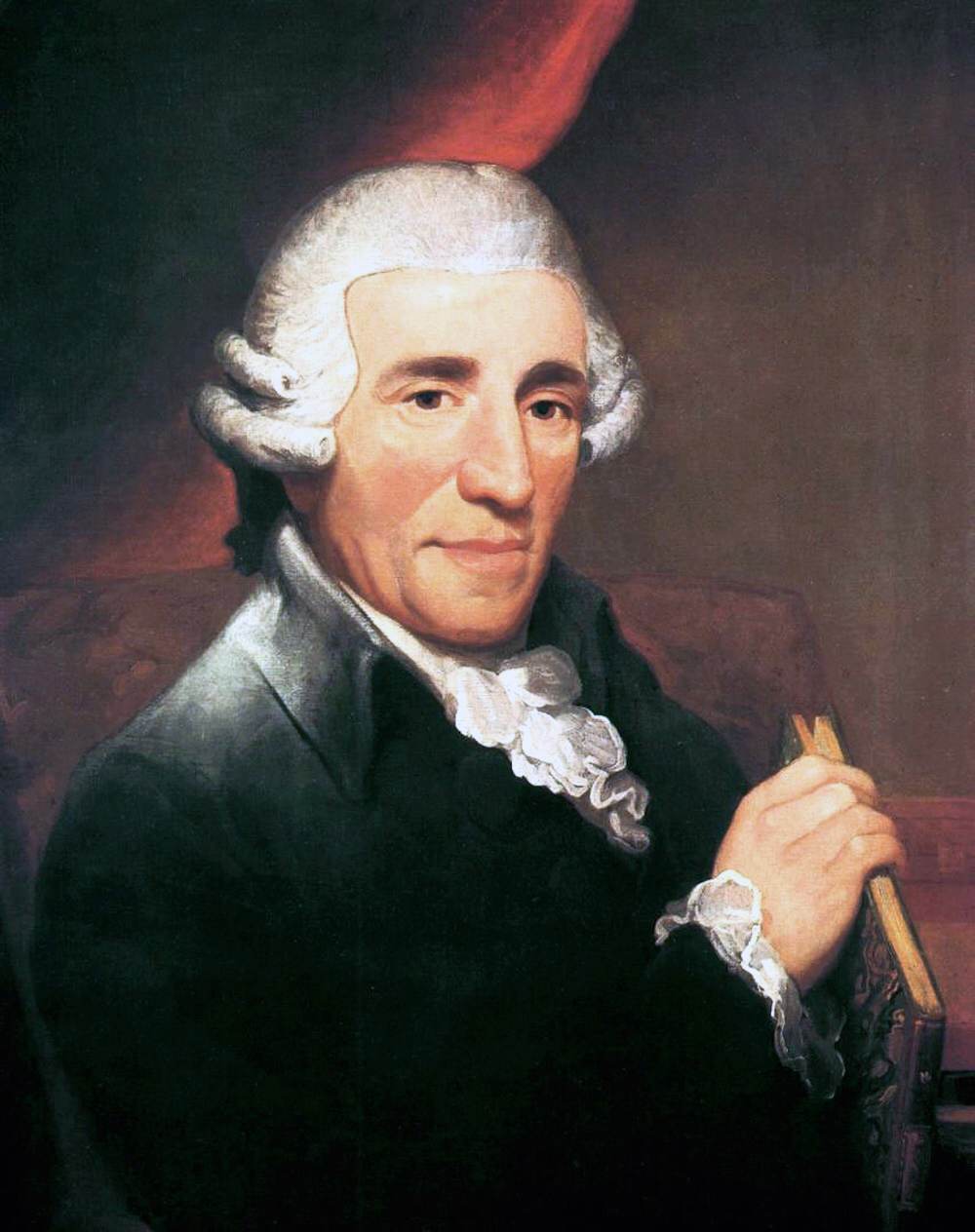
Joseph Haydn

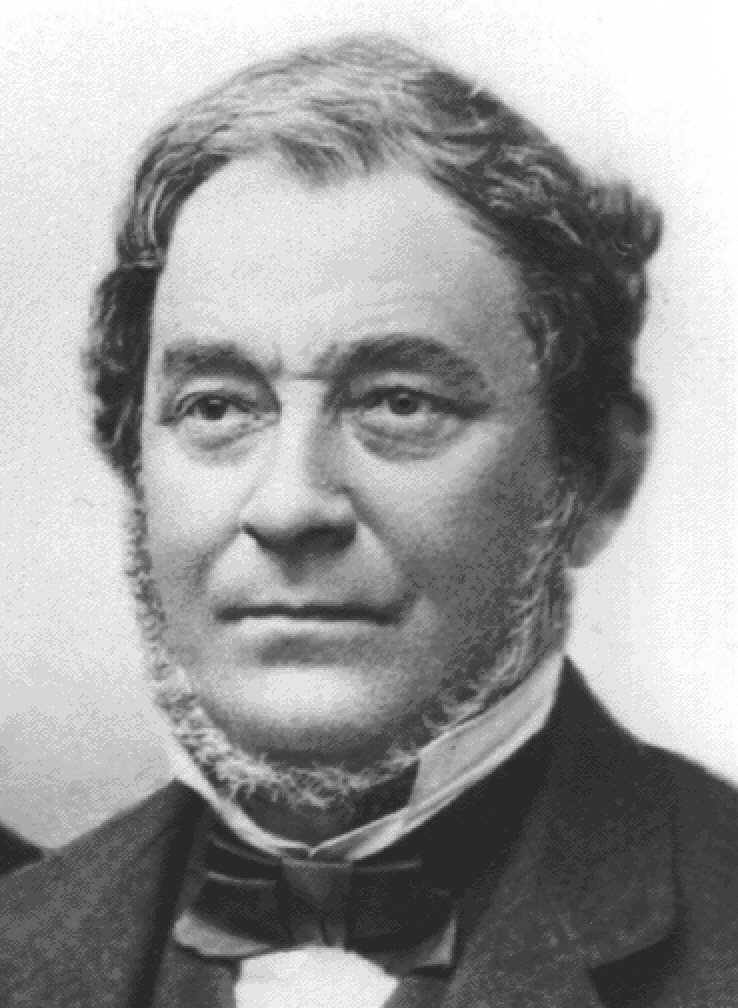
Robert Bunsen

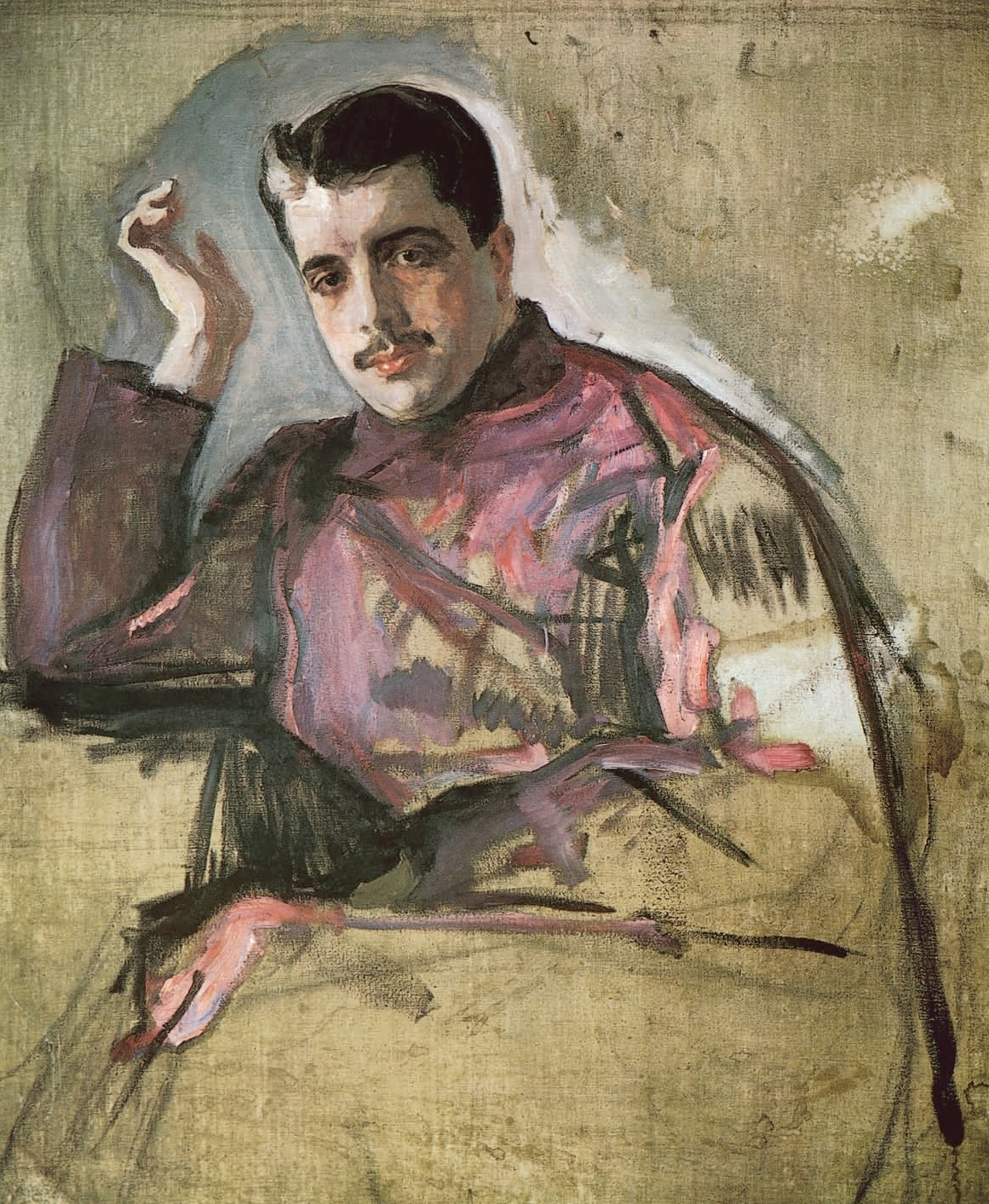
Sergei Diaguilev

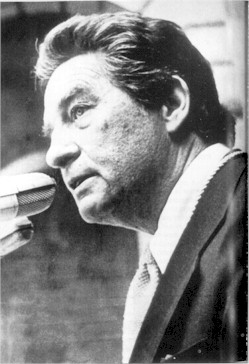
Octavio Paz

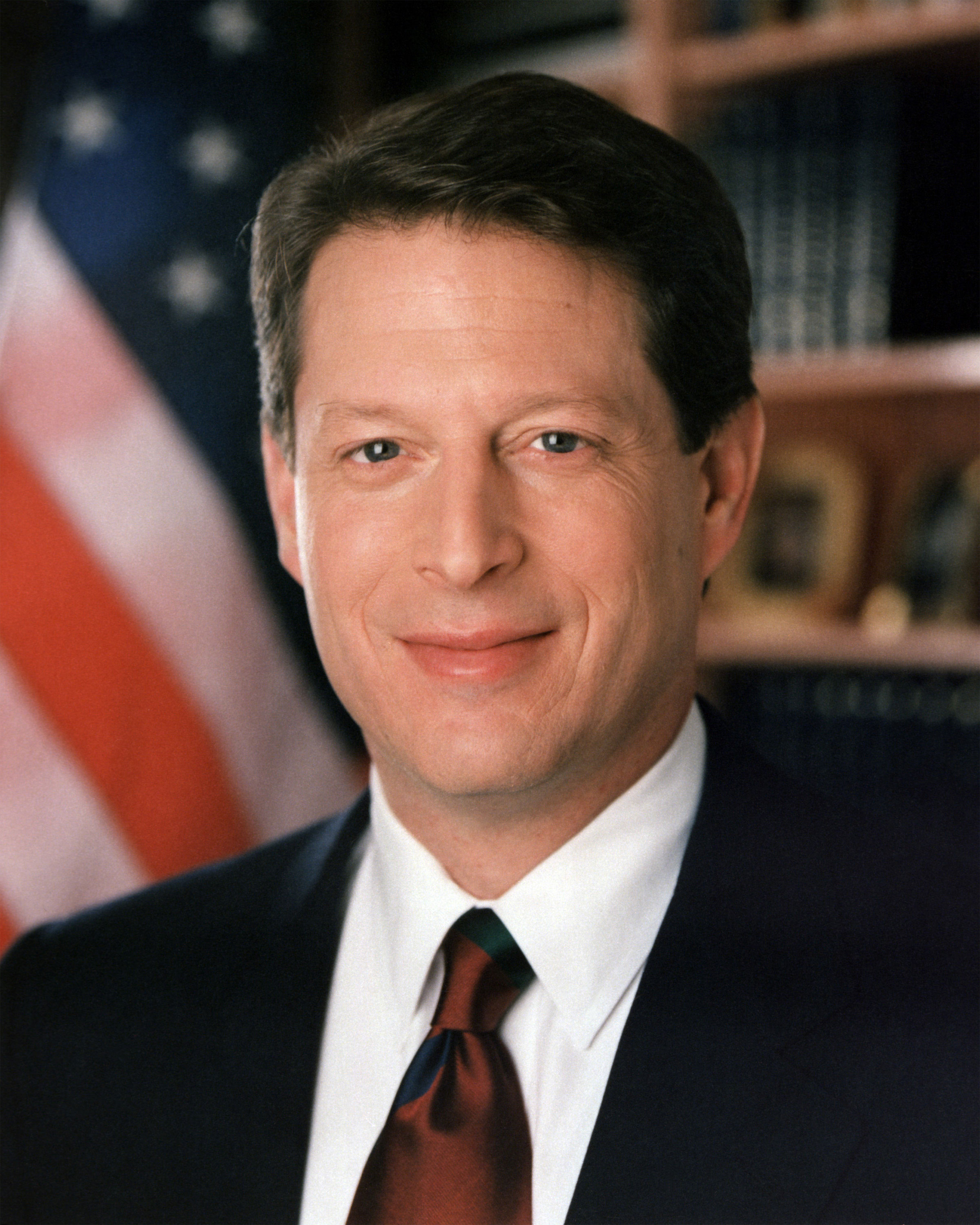
Al Gore

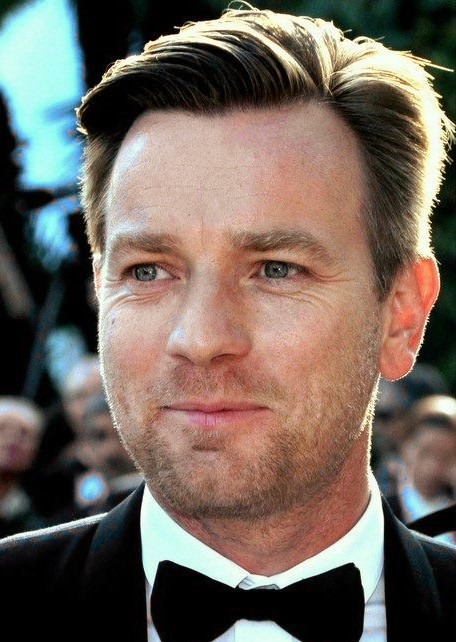
Ewan McGregor

### Anteriores ao século XIX
- 0250 — Constâncio Cloro, imperador romano do Ocidente (m. 306).
- 1360 — Filipa de Lencastre (m. 1415).
- 1499 — Papa Pio IV (m. 1565).
- 1504 — Guru Angad, líder religioso indiano (m. 1552).
- 1519 — Henrique II da França (m. 1559).
- 1526 — Benedito, o Mouro, santo católico italiano (m. 1589).
- 1536 — Ashikaga Yoshiteru, xogum japonês (m. 1565).
- 1582 — Sofia da Prússia, duquesa da Curlândia e Semigália (m. 1610
- 1596 — René Descartes, matemático e filósofo francês (m. 1650).
- 1601 — Giacomo Micaglia, linguista e lexicógrafo italiano (m. 1654).
- 1621 — Andrew Marvell, poeta e político inglês (m. 1678).
- 1651 — Carlos II, Eleitor Palatino, nobre alemão (m. 1685).
- 1670 — Luís Augusto de Bourbon, duque de Maine (m. 1736).
- 1675 — Papa Bento XIV (m. 1758).
- 1682 — Diogo Barbosa Machado, presbítero, escritor e bibliógrafo português (m. 1772).
- 1684 — Francesco Durante, compositor italiano (m. 1755).
- 1685 — Johann Sebastian Bach, compositor e músico barroco alemão (m. 1750).
- 1705 — Sofia Carolina de Brandemburgo-Kulmbach, princesa da Frísia Oriental (m. 1764).
- 1718 — Mariana Vitória de Bourbon, rainha consorte de Portugal (m. 1781).
- 1723 — Frederico V da Dinamarca (m. 1766).
- 1729 — Lekain, ator francês (m. 1778).
- 1730 — Étienne Bézout, matemático e teórico francês (m. 1783).
- 1732 — Joseph Haydn, pianista e compositor austríaco (m. 1809).
- 1741 — François Cretté-Palluel, agrônomo e político francês (m. 1798).
- 1757 — Gustaf Mauritz Armfelt, cortesão e diplomata finlandês (m. 1814).
- 1778 — Coenraad Jacob Temminck, zoólogo e ornitólogo neerlandês (m. 1858).
- 1784 — José Lino dos Santos Coutinho, médico e político brasileiro (m. 1836).
- 1786 — Louis Vicat, engenheiro francês (m. 1861).
- 1794 — Thomas McKean Thompson McKennan, advogado e político americano (m. 1852).

### Século XIX
- 1809 — Edward FitzGerald, poeta e tradutor britânico (m. 1883).
- 1811 — Robert Bunsen, químico e inventor alemão (m. 1899).
- 1812 — Thomas Gold Appleton, escritor e artista norte-americano (m. 1884).
- 1813 — Félix María Zuloaga, general e político mexicano (m. 1898).
- 1814 — José de Posada Herrera, jurista e político espanhol (m. 1885).
- 1819 — Chlodwig, Príncipe de Hohenlohe-Schillingsfürst (m. 1901).
- 1821 — Fritz Müller, biólogo e naturalista alemão (m. 1897).
- 1823 — Ernest Doudart de Lagrée, explorador francês (m. 1868).
- 1824
  - Dietrich Brandis, botânico alemão (m. 1907).
  - William Morris Hunt, pintor estado-unidense (m. 1879).
- 1825 — José Tristão da Cunha Silveira de Bettencourt, militar português (m. 1887).
- 1829
  - Januário Correia de Almeida, nobre português (m. 1901).
  - Maria Susan Rye, ativista social britânica (m. 1903).
- 1832 — Eduardo Pellew Wilson Júnior, empresário e nobre brasileiro (m. 1899).
- 1835 — John LaFarge, artista estado-unidense (m. 1910).
- 1836 — Augusto César Cardoso de Carvalho, militar português (m. 1905).
- 1840 — Benjamin Baker, engenheiro britânico (m. 1907).
- 1843 — Bernhard Förster, político e escritor alemão (m. 1889).
- 1844 — Andrew Lang, escritor britânico (m. 1912).
- 1847
  - Yegor Ivanovich Zolotarev, matemático e teórico russo (m. 1878).
- 1848
  - Diederik Korteweg, matemático neerlandês (m. 1941).
  - William Waldorf Astor, 1.º Visconde Astor (m. 1919).
- 1850 — Charles Doolittle Walcott, paleontólogo estado-unidense (m. 1927).
- 1853 — Isaac Bayley Balfour, botânico britânico (m. 1922).
- 1855 — John Hays Hammond, engenheiro e diplomata estado-unidense (m. 1936).
- 1858 — Roman Klein, arquiteto russo (m. 1924).
- 1860 — Afonso Celso de Assis Figueiredo Júnior, escritor e político brasileiro (m. 1938).
- 1865 — Anandi Gopal Joshi, médica indiana (m. 1887).
- 1867 — Ciril Metod Koch, arquiteto esloveno (m. 1925).
- 1872
  - Arthur Griffith, jornalista e político irlandês (m. 1922).
  - Alexandra Kollontai, revolucionária russa (m. 1952).
  - Serguei Diaguilev, crítico e gerente de balé russo (m. 1929).
- 1874
  - João Simões Lopes, agricultor brasileiro (m. 1937).
  - Arlindo Martins Ribeiro, político brasileiro (m. 1937).
- 1878 — Jack Johnson, boxeador americano (m. 1946).
- 1884 — Adriaan van Maanen, astrônomo e acadêmico neerlandês-americano (m. 1946).
- 1885 — Jules Pascin, pintor e ilustrador búlgaro-americano (m. 1930).
- 1887
  - Umberto Zanolini, ginasta italiano (m. 1973).
  - Amadeo García, treinador de futebol espanhol (m. 1947).
- 1889 — Sadashichi Doi, militar português (m. 1968).
- 1890
  - William Lawrence Bragg, físico e acadêmico anglo-australiano, ganhador do Prêmio Nobel (m. 1971).
  - Mário Augusto Teixeira de Freitas, estatístico brasileiro (m. 1956).
- 1893 — Clemens Krauss, maestro austríaco (m. 1954).
- 1895 — John J. McCloy, político estado-unidense (m. 1989).
- 1897 — Werner Mummert, general alemão (m. 1950).
- 1899 — Leo Borchard, maestro russo (m. 1945).
- 1900 — Henrique, Duque de Gloucester, nobre britânico (m. 1974).

### Século XX

#### 1901–1950
- 1901 — Alcides Etchegoyen, militar brasileiro (m. 1956).
- 1902 — Leopold Bartl, militar alemão (m. 1980).
- 1904 — Araci Cortes, cantora brasileira (m. 1985).
- 1905 — Robert Stevenson, diretor e roteirista britânico (m. 1986).
- 1906 — Shin'ichiro Tomonaga, físico e acadêmico japonês, ganhador do Prêmio Nobel (m. 1979).
- 1908 — Eugénio Salvador, dançarino e ator português (m. 1992).
- 1910 — Heitor Canalli, ex-futebolista brasileiro (m. 1990).
- 1911
  - Elisabeth Grümmer, soprano alemã (m. 1986).
  - Benjamin Farah, político brasileiro (m. 1997).
- 1914
  - Octavio Paz, poeta e diplomata mexicano, ganhador do Prêmio Nobel (m. 1998).
  - Gunnar Andreasen, boxeador dinamarquês (m. 1996).
  - Kurt Bodendörfer, militar alemão (m. 1991).
- 1915
  - Lothar Francisco Hessel, jornalista e escritor brasileiro (m. 2007).
  - Shoichi Yokoi, militar japonês (m. 1997).
- 1917 — Orlando Mattos, desenhista, chargista, jornalista e pintor brasileiro (m. 1992).
- 1918 — Ted Post, diretor americano (m. 2013).
- 1921
  - Peggy Rea, atriz e diretora de elenco estado-unidense (m. 2011).
  - Martin Hugo Löb, matemático alemão (m. 2006).
- 1922
  - Richard Kiley, ator e cantor americano (m. 1999).
  - Alfeu de Alcântara Monteiro, militar brasileiro (m. 1964).
  - Patrick Magee, ator norte-irlandês (m. 1982).
- 1923 — Don Barksdale, jogador de basquete americano (m. 1993).
- 1924
  - Leo Buscaglia, escritor e acadêmico estado-unidense (m. 1998).
  - Charles Guggenheim, diretor e produtor americano (m. 2002).
  - Bob Maitland, ciclista britânico (m. 2010).
- 1926
  - John Fowles, novelista britânico (m. 2005).
  - Luís Reis, compositor e pianista brasileiro (m. 1980).
- 1927
  - César Chávez, líder sindical e ativista americano (m. 1993).
  - Eduardo Martínez Somalo, cardeal espanhol (m. 2021).
  - William Daniels, ator estado-unidense.
  - Vladimir Ilyushin, aviador russo (m. 2010).
- 1928
  - Gordie Howe, jogador de hóquei no gelo canadense (m. 2016).
  - Morihiro Saito, mestre japonês de artes marciais (m. 2002).
  - Sereno Chaise, político brasileiro (m. 2017).
- 1929
  - José Murilo Martins, médico e escritor brasileiro.
  - Teobaldo Vasconcelos Barbosa, advogado e político brasileiro (m. 1999).
- 1930 — Julián Herranz Casado, religioso espanhol.
- 1931
  - Tamara Tyshkevich, arremessadora de peso bielorrussa (m. 1997).
  - Urubatão Calvo Nunes, futebolista brasileiro (m. 2010).
- 1932
  - John Jakes, escritor americano (m. 2023).
  - Nagisa Ōshima, diretor e roteirista japonês (m. 2013).
- 1933
  - Anita Carter, cantora, compositora e baixista americana (m. 1999).
  - Nichita Stănescu, poeta romeno (m. 1983).
- 1934
  - Richard Chamberlain, ator estadunidense (m. 2025).
  - Shirley Jones, atriz e cantora americana.
  - Carlo Rubbia, físico e acadêmico italiano, ganhador do Prêmio Nobel.
  - Edite Soeiro, jornalista portuguesa (m. 2009).
  - Grigori Nelyubov, cosmonauta soviético (m. 1966).
- 1935
  - Judith Rossner, escritora estado-unidense (m. 2005).
  - Herb Alpert, músico estado-unidense.
  - Ruth Escobar, atriz e produtora cultural brasileira (m. 2017).
- 1936 — Marge Piercy, poetisa e romancista americana.
- 1937
  - Claude Allègre, geoquímico e político francês (m. 2025).
  - Ricardo Pedro Paglia, religioso brasileiro.
  - Herbert Ninaus, futebolista e treinador de futebol austríaco (m. 2015).
- 1938 — Patrick Bateson, biólogo e acadêmico britânico (m. 2017).
- 1939
  - Volker Schlöndorff, diretor e produtor alemão.
  - Karl-Heinz Schnellinger, ex-futebolista alemão (m. 2024).
  - Zviad Gamsakhurdia, antropólogo e político georgiano (m. 1993).
- 1940
  - Brian Ackland-Snow, designer de produção e diretor de arte britânico (m. 2013).
  - Barney Frank, advogado e político estado-unidense.
  - Patrick Leahy, advogado e político estado-unidense.
- 1942 — Ivan Vasilev Ivanov, futebolista búlgaro (m. 2006).
- 1943
  - Christopher Walken, ator estado-unidense.
  - Roy Andersson, diretor de cinema sueco.
- 1945
  - Edwin Catmull, cientista da computação e engenheiro americano.
  - Alcindo Martha de Freitas, futebolista brasileiro (m. 2016).
- 1947
  - Eliyahu M. Goldratt, físico e economista israelense (m. 2011).
  - Antônio Martins de Siqueira, cientista e educador brasileiro.
  - César Gaviria, economista e político colombiano.
- 1948
  - Gary Doer, político e diplomata canadense.
  - Al Gore, militar e político americano.
  - Rhea Perlman, atriz americana.
  - Gustaaf Van Cauter, ciclista belga.
  - Thijs van Leer, músico e cantor neerlandês.
- 1949 — Hans Lutz, ex-ciclista alemão.
- 1950
  - Maria Teresa Nowak, política polonesa.
  - András Adorján, enxadrista e escritor húngaro (m. 2023).

#### 1951–2000
- 1954 — Zenon, ex-futebolista brasileiro.
- 1955
  - Svetozar Marović, advogado e político montenegrino.
  - Angus Young, guitarrista e compositor anglo-australiano.
  - Anna Finocchiaro, política italiana.
- 1956
  - Víctor Púa, ex-futebolista e treinador de futebol uruguaio.
  - Kevin Cogan, ex-automobilista estado-unidense.
- 1957 — Patrick Forrester, astronauta estado-unidense.
- 1958 — Kuupik Kleist, político gronelandês.
- 1959
  - Magnus Alkarp, arqueólogo e autor sueco.
  - Markus Hediger, poeta e tradutor suíço.
  - Thierry Claveyrolat, ciclista francês (m. 1999).
- 1960
  - Anna Paluch, política polonesa.
  - Vieira da Cunha, político brasileiro.
  - Michelle Nicastro, atriz e cantora estado-unidense (m. 2010).
  - Jon Beekhuis, ex-automobilista suíço.
- 1961
  - Ron Brown, ex-velocista e ex-jogador de futebol americano estado-unidense.
  - Howard Gordon, roteirista e produtor estado-unidense.
  - Gary Winick, diretor de cinema estado-unidense (m. 2011).
- 1963
  - Carlos Henrique Focesi Sampaio, político brasileiro.
  - Stephen Tataw, futebolista camaronês (m. 2020).
- 1964
  - Oleksandr Turtchynov, político ucraniano.
  - Virgínia Rodrigues, cantora brasileira.
  - Monique Knol, ex-ciclista neerlandesa.
  - Nikolay Iliev, ex-futebolista búlgaro.
  - Leonardo López Luján, arqueólogo mexicano.
- 1965
  - Patty Fendick, ex-tenista e treinadora de tênis americana.
  - Jean-Christophe Lafaille, alpinista francês (m. 2006).
  - Steven Seagle, escritor e roteirista americano.
  - Jacqueline Kim, atriz e diretora de cinema estado-unidense.
  - Kevin Greutert, diretor de cinema estado-unidense.
- 1966
  - Roger Black, ex-atleta e jornalista britânico.
  - Nick Firestone, ex-automobilista estado-unidense.
  - Joakim Nilsson, ex-futebolista sueco.
- 1968 — César Sampaio, ex-futebolista e dirigente esportivo brasileiro.
- 1969
  - Nyamko Sabuni, política sueco-burundesa.
  - Steve Smith, ex-jogador de basquete e comentarista esportivo americano.
  - Paula Lavigne, atriz brasileira.
  - Francesco Moriero, ex-futebolista e treinador de futebol italiano.
  - Jerry Finn, produtor musical estado-unidense (m. 2008).
- 1970
  - Alenka Bratušek, política eslovena.
  - Damon Herriman, ator estado-unidense.
- 1971
  - Martin Atkinson, ex-árbitro de futebol britânico.
  - Ewan McGregor, ator britânico.
  - Craig McCracken, animador, produtor e roteirista estado-unidense.
- 1972
  - Alejandro Amenábar, diretor e roteirista chileno-espanhol.
  - Evan Williams, empresário americano.
  - Facundo Arana, ator e músico argentino.
  - Karla Sofía Gascón, atriz espanhola.
- 1974
  - Stefan Olsdal, baixista sueco.
  - Jani Sievinen, ex-nadador finlandês.
  - Victoria Smurfit, atriz irlandesa.
- 1975
  - Adam Green, diretor, produtor e roteirista americano.
  - Toni Gardemeister, automobilista finlandês.
- 1976
  - Roberto González, automobilista mexicano.
  - Anthony B, músico jamaicano.
  - Josh Saviano, ator e jurista estado-unidense.
- 1978
  - Tony Yayo, rapper estado-unidense.
  - Jérôme Rothen, ex-futebolista francês.
  - Fernando Ávalos, ex-futebolista argentino.
  - Daniel Mays, ator britânico.
- 1979 — Omri Afek, ex-futebolista israelense.
- 1980
  - Maaya Sakamoto, atriz, dubladora e cantora japonesa.
  - Martin Albrechtsen, ex-futebolista dinamarquês.
- 1981
  - Maarten van der Weijden, ex-nadador neerlandês.
  - Manuel Vázquez Hueso, ex-ciclista espanhol.
  - Lourdes Domínguez Lino, ex-tenista espanhola.
  - Marloes Coenen, lutadora de MMA francesa.
  - Rodrigo Sant'Anna, ator e humorista brasileiro.
  - Ryan Bingham, cantor, compositor e guitarrista estado-unidense.
- 1982
  - Tal Ben Haim, ex-futebolista israelense.
  - Chloé Zhao, diretora, roteirista e produtora de cinema chinesa.
  - Ciel, futebolista brasileiro.
- 1983
  - Hashim Amla, jogador de críquete sul-africano.
  - Camila Comin, ginasta brasileira.
  - Thierry Issiémou, ex-futebolista gabonês.
  - Vlasios Maras, ginasta grego.
- 1984
  - Alberto Rodríguez, futebolista peruano.
  - Eddie Johnson, ex-futebolista estado-unidense.
  - Osama Hawsawi, ex-futebolista saudita.
  - Leandro Zárate, ex-futebolista argentino.
  - Martins Dukurs, piloto de skeleton letão.
- 1985 — Jessica Szohr, atriz e modelo estado-unidense.
- 1986
  - Paulo Machado, ex-futebolista português.
  - Egoitz García, ex-ciclista espanhol.
- 1987
  - Hugo Ayala, futebolista mexicano.
  - Eliézio, ex-futebolista brasileiro.
  - Alberto Antônio de Paula, ex-futebolista brasileiro.
  - Georg Listing, instrumentista alemão.
  - Koneru Humpy, enxadrista indiana.
  - Amaury Bischoff, futebolista português.
  - Oleksandr Polivoda, ciclista ucraniano.
  - Nordin Amrabat, futebolista neerlandês.
  - Ronny Kriwat, ator e modelo brasileiro.
  - Odaïr Fortes, futebolista cabo-verdiano.
- 1988
  - Conrad Sewell, cantor e compositor australiano.
  - DeAndre Liggins, jogador de basquete americano.
- 1989
  - Pablo Piatti, futebolista argentino.
  - Wilde-Donald Guerrier, futebolista haitiano.
  - Giovanni Sio, futebolista marfinense.
  - Syam Ben Youssef, futebolista tunisiano.
- 1990
  - Giorgi Makaridze, futebolista georgiano.
  - Tommy Smith, futebolista neozelandês.
  - Afonso Reis Cabral, escritor português.
  - Balázs Megyeri, futebolista húngaro.
  - Bang Yong-guk, rapper sul-coreano.
- 1991 — Eric Davis, futebolista panamenho.
- 1992
  - Christian Mathenia, futebolista alemão.
  - Henri Laaksonen, tenista finlandês.
  - Sérgio Sasaki, ginasta brasileiro.
- 1993
  - Mikael Ishak, futebolista sueco.
  - Ully Lages, atriz brasileira.
- 1994
  - Tyler Wright, surfista australiana.
  - Mads Würtz, ciclista dinamarquês.
  - Júlia Horta, modelo brasileira.
- 1995 — Mourad Laachraoui, taekwondista belga.
- 1996 — Liza Koshy, atriz, comediante e apresentadora de televisão estado-unidense.
- 1999 — Powfu, rapper e compositor canadense.
- 2000
  - Jaqueline Ribeiro, futebolista brasileira.
  - Rait Ärm, ciclista estoniano.

### Século XXI
- 2001 — James Wiseman, jogador de basquete estado-unidense.

## Mortes

### Anteriores ao século XIX
- 0132 — Balbina, mártir e santa italiana (n. ?).
- 1251 — Guilherme de Módena, bispo e diplomata italiano (n. 1184).
- 1340 — Ivã I de Moscou (n. 1288).
- 1462 — Isidoro II, patriarca de Constantinopla (n. ?).
- 1493 — Martín Alonso Pinzón, navegante e explorador espanhol (n. 1441).
- 1547 — Francisco I da França (n. 1494).
- 1567 — Filipe I de Hesse (n. 1504).
- 1573 — Guillaume Le Testu, navegador, cartógrafo e corsário francês (n. 1509).
- 1615 — Pedro de Castilho, religioso português (n. ?).
- 1621 — Filipe III da Espanha, II de Portugal (n. 1578).
- 1622 — Cristóvão de Sá, religioso português (n. ?).
- 1624 — João Baptista Lavanha, engenheiro, matemático e cosmógrafo português (n. 1550).
- 1631 — John Donne, advogado e poeta inglês (n. 1572).
- 1671 — Ana Hyde, duquesa de Iorque e Albany (n. 1637).
- 1703 — Johann Christoph Bach, compositor alemão (n. 1642).
- 1723 — Edward Hyde, militar e político britânico (n. 1661).
- 1724 — Sofia de Saxe-Weissenfels, princesa de Anhalt-Zerbst (n. 1654).
- 1727 — Isaac Newton, matemático e físico britânico (n. 1643).
- 1750 — Joana Carlota de Anhalt-Dessau, marquesa de Brandemburgo-Schwedt (n. 1682).
- 1751 — Frederico, Príncipe de Gales, nobre britânico (n. 1707).
- 1791 — Matthias Ogden, político norte americano (n. 1754).
- 1797 — Olaudah Equiano, comerciante, escritor e ativista nigeriano (n. 1745).

### Século XIX
- 1814 — Pierre Sonnerat, naturalista e explorador francês (n. 1748).
- 1816
  - Jean-François Ducis, poeta e dramaturgo francês (n. 1733).
  - Francis Asbury, clérigo norte-americano (n. 1745).
- 1823 — Vicente da Soledade e Castro, religioso português (n. 1763).
- 1837 — John Constable, pintor e educador britânico (n. 1776).
- 1843 — Juan José Viamonte, militar e político argentino (n. 1774).
- 1850 — John C. Calhoun, advogado e político americano (n. 1782).
- 1852 — Jacques-Joseph Ebelmen, químico francês (n. 1814).
- 1853 — Andrés Narvarte, político venezuelano (n. 1781).
- 1855 — Charlotte Brontë, romancista e poetisa britânica (n. 1816).
- 1869 — Allan Kardec, codificador francês da doutrina espírita (n. 1804).
- 1870 — Seth Boyden, inventor estado-unidense (n. 1788).
- 1875 — Friedrich Julius Richelot, matemático alemão (n. 1808).
- 1877 — Cournot, matemático e filósofo francês (n. 1801).
- 1879 — Inocêncio do Alasca, santo russo (n. 1797).
- 1880 — Henryk Wieniawski, violinista e compositor polonês (n. 1835).
- 1881 — Carolina da Dinamarca (n.1793).
- 1885 — Franz Abt, compositor e regente alemão (n. 1819).
- 1887 — Albert Kellogg, médico e botânico estado-unidense (n. 1813).
- 1889 — Vicente Alves de Paula Pessoa, juiz e político brasileiro (n. 1828).
- 1894 — William Robertson Smith, orientalista britânico (n. 1846).
- 1898 — Eleanor Marx, ativista política britânica (n. 1855).

### Século XX
- 1903 — Aureliano Linares Rivas, jornalista e político espanhol (n. 1841).
- 1913 — John Pierpont Morgan, banqueiro e financista estado-unidense (n. 1837).
- 1914 — Christian Morgenstern, poeta e escritor alemão (n. 1871).
- 1915
  - Wyndham Halswelle, atleta britânico (n. 1882).
  - Nathan Rothschild, 1º Barão Rothschild, banqueiro e político britânico (m. 1840).
- 1917 — Emil Adolf von Behring, fisiologista e imunologista alemão, ganhador do Prêmio Nobel (n. 1854).
- 1920 — Paul Bachmann, matemático alemão (n. 1837).
- 1924 — Nilo Peçanha, advogado e político brasileiro, 7.° presidente do Brasil (n. 1867).
- 1927
  - Salomão Luiz Ginsburg, religioso brasileiro (n. 1867).
  - Kang Youwei, estudioso e reformador político chinês (n. 1858).
  - Mabel Collins, escritora britânica (n. 1851).
- 1929 — Myron T. Herrick, diplomata e político estado-unidense (n. 1854).
- 1930
  - Ludwig Schüler, político alemão (n. 1836).
  - Emil Krebs, sinólogo e poliglota alemão (n. 1867).
  - José Alves Guimarães Júnior, político brasileiro (n. 1852).
- 1933 — Baltasar Brum, político uruguaio (n. 1883).
- 1936 — Emídio Lino da Silva Júnior, engenheiro militar e político português (n. 1860).
- 1937 — Belmiro Ferreira Braga, poeta brasileiro (n. 1872).
- 1942 — Heinz Crusius, oficial alemão (n. 1916).
- 1944 — Mineichi Kōga, almirante japonês (n. 1885).
- 1945 — Hans Fischer, químico e acadêmico alemão, ganhador do Prêmio Nobel (n. 1881).
- 1952 — Walter Schellenberg, militar alemão (n. 1910).
- 1955 — Jesse Farley Dyer, militar norte americano (n. 1877).
- 1956 — Ralph DePalma, automobilista e ator ítalo-americano (n. 1884).
- 1957 — Afonso Cerqueira, militar português (n. 1872).
- 1963 — João Neves da Fontoura, político, diplomata e escritor brasileiro (n. 1887).
- 1969 — Francisco Peixoto de Magalhães Neto, médico e político brasileiro (n. 1897).
- 1970 — Semion Timoshenko, comandante soviético (n. 1894).
- 1972 — Hana Mašková, patinadora artística tchecoslovaca (n. 1949).
- 1974 — Victor Boin, nadador, jogador de polo aquático e esgrimista belga (n. 1886).
- 1975 — Leslie White, antropólogo estado-unidense (n. 1900).
- 1978 — Charles Herbert Best, fisiologista e bioquímico americano (n. 1899).
- 1980 — Jesse Owens, atleta estado-unidense (n. 1913).
- 1987 — Artur Virgílio Filho, político brasileiro (n. 1921).
- 1988 — Georges Lévis, desenhista francês (n. 1924).
- 1990 — Turíbio Schmidt, político brasileiro (n. 1904).
- 1993
  - Brandon Lee, ator estado-unidense (n. 1965).
  - Mitchell Parish, compositor lituano-americano (n. 1900).
  - Nicanor Zabaleta, músico espanhol (n. 1907).
- 1994 — Léon Degrelle, político e militar belga (n. 1906).
- 1995 — Selena, cantora e compositora estado-unidense (n. 1971).
- 1996 — Dante Giacosa, designer e engenheiro automotivo italiano (n. 1905).
- 1997
  - Lyman Spitzer, astrofísico estado-unidense (n. 1914).
  - Max Böhrendt, militar alemão (n. 1908).
  - Karl Auer, militar alemão (n. 1916).
- 1998
  - Bella Abzug, advogada, ativista e política estado-unidense (n. 1920).
  - Tim Flock, automobilista americano (n. 1924).
  - Carlos Vergueiro, ator, compositor e roteirista brasileiro (n. 1920).

### Século XXI
- 2001 — Clifford Glenwood Shull, físico e acadêmico americano, ganhador do Prêmio Nobel (n. 1915).
- 2002 — Yara Bernette, pianista brasileira (n. 1920).
- 2003
  - Tommy Seebach, cantor, compositor, pianista e produtor dinamarquês (n. 1949).
  - Fermín Vélez, automobilista espanhol (n. 1959).
  - Harold Scott MacDonald Coxeter, matemático e acadêmico anglo-canadense (n. 1907).
- 2006 — Giordani Rodrigues, jornalista brasileiro (n. 1965).
- 2007 — Paul Watzlawick, psicólogo e filósofo austríaco-americano (n. 1921).
- 2008
  - Jules Dassin, diretor, produtor, roteirista e ator americano (n. 1911).
  - Carlos Chivite, político espanhol (n. 1956).
  - Halszka Osmólska, paleontóloga polonesa (n. 1930).
- 2009 — Raúl Alfonsín, advogado e político argentino (n. 1927).
- 2014
  - Gonzalo Anes Álvarez, economista, historiador e acadêmico espanhol (n. 1931).
  - Frankie Knuckles, DJ e produtor estado-unidense (n. 1955).
- 2015 — Cocoa Fujiwara, escritor e ilustrador japonês (n. 1983).
- 2016
  - Ronnie Corbett, comediante, ator e roteirista britânico (n. 1930).
  - Hans-Dietrich Genscher, político alemão (n. 1927).
  - Zaha Hadid, arquiteta iraquiana-britânica (n. 1950).
  - Imre Kertész, escritor húngaro, ganhador do Prêmio Nobel (n. 1929).
- 2017
  - Gilbert Baker, artista e ativista dos direitos LGBT estadunidense (n. 1951).
  - James Albert Rosenquist, artista americano (n. 1933).
- 2019 — Nipsey Hussle, rapper estadunidense (n. 1985).
- 2020 — Gita Ramjee, cientista e pesquisador sul-africano-ugandense (n. 1956).
- 2021 — João Acaiabe, ator brasileiro (n. 1944).
- 2022 — Patrick Demarchelier, fotógrafo de moda francês (n. 1943).

## Feriados e eventos cíclicos

### Internacional
- Dia Internacional da Visibilidade Transgênero

### Brasil
- Dia Nacional da saúde e nutrição

### Cristianismo
- Abdas de Susa
- Acácio de Melitene
- Amós
- Balbina de Roma
- Guido de Arezzo
- Inocêncio do Alasca
- John Donne

## Outros calendários
- No calendário romano era o dia da véspera das calendas de abril.
- No calendário litúrgico tem a letra dominical F para o dia da semana.
- No calendário gregoriano a epacta do dia é *.